# Gryfon
Gryfon – typ psa myśliwskiego z grupy wyżłów i psów gończych. Wywodzi się z Francji. Gryfony to psy o bardzo obfitym i szorstkim włosie, sprawdzają się w pracy w wodzie i są pewne w chodzeniu po tropie.
Wielkość psów tego typu waha się w granicach 50 – 60 cm w kłębie. Umaszczenie jakie jest spotykane to niebieskoszare, szare w brązowe łaty, dereszowate, brązowe i biało-brązowe. Bardzo rzadko spotykane.
Według klasyfikacji FCI do wyżłów w typie gryfona należą:
- Griffon ápoil laineux
- Wyżeł włoski szorstkowłosy
- Gryfon Korthalsa
- Wyżeł czeski szorstkowłosy
- Wyżeł słowacki szorstkowłosy